# Дальневосточная медведка
Дальневосточная медведка (лат. Gryllotalpa orientalis) — вид прямокрылых насекомых из семейства медведок, вредитель сельскохозяйственных культур.

## Распространение
Распространён в Японии, Китае, Средней, Южной и Юго-Восточной Азии, Индонезии, Индии, Африке, Австралии, на Филиппинских островах. На территории бывшего СССР встречается в Казахстане, Узбекистане, Туркменистане, Таджикистане и Киргизии. В России распространён в Амурской области, на юге Хабаровского края, в Сахалинской области, на острове Кунашир, в Приморском крае, а также в Приуралье.

## Экология
Живёт во влажной почве, где роет ходы. В ночное время суток насекомое совершает перелёты, охотно летит на свет, иногда в массе. Умеет хорошо плавать. В жаркое время года норы располагает ближе к поверхности земли, а зимой зарывается на глубину до одного метра. Массовый выход наблюдается при температуре 12—15 °C.
Повреждает подземные части растений, обгрызая их корни и клубни. Личинки и взрослые особи вредят пшенице, овсу, ячменю, рису, сое, овощным культурам, кукурузе, картофелю и сахарной свёкле. Вредит в парниках, а также в питомниках и молодых садах, где повреждает плодовые культуры. Защитные мероприятия: зяблевая вспашка и обработка междурядий, ловчие ямы в зимний период, применение химических препаратов, использование отравленных приманок, фумигация почвы.